# Арктичні зимові ігри

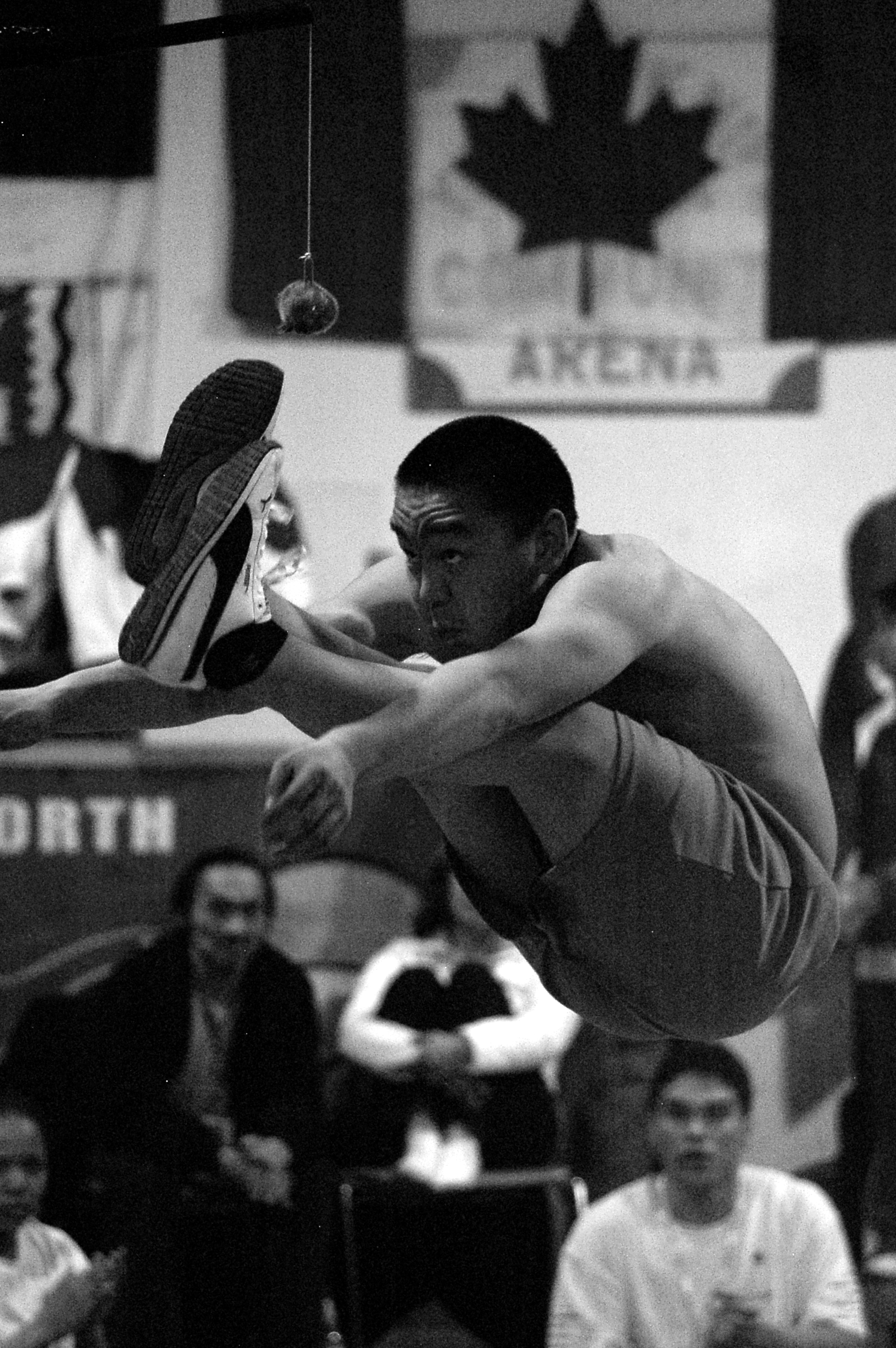
Спортсмен, виконує удар у два етапи на Арктичних зимових іграх у 2008 році

Арктичні зимові ігри — це міжнародна бієнале свято приполярних видів спорту та культури аборигенів.

## Заснування Ігор
Арктичні зимові ігри були засновані в 1969 році під керівництвом губернатора Волтер Дж. Хайкела з Аляски, Стюарта М. Ходжсона, уповноваженого на північно-західні території (Канада) та комісара території Юкон Джеймса Сміта. Ідею створити форум, на якому спортсмени із Заполяр'я і Крайньої Півночі могли б конкурувати на «їхніх умовах, на їх власному полі» запропонував Кел Міллер, радник з Юкона команди, що брала участь у 1967 році в Канадських зимових іграх.
В 1970 році в Єллоунайф, Канада, 500 спортсменів, тренерів та офіційних осіб зібралися на перших Арктичних зимових іграх. Учасники приїхали з Північно-західні території, Юкон і Аляска. Відтоді ігри проводилися вже п'ятнадцять разів у різних місцях і з величезною кількістю учасників більше і більше місць у межах Арктичного регіону. Ігри у 2002 році вперше зібрали спільно спортсменів зимових ігор з Нуук, Гренландії, Ікалуїта та Нунавута.
Ігри передбачають змагання з таких видів спорту:
- Гірські лижі
- Арктичний спорт та ігри Дене
- Бадмінтон
- Баскетбол
- Лижний біатлон
- Бігові лижі
- Кьорлінг
- Їздовий спорт собак
- Фігурне катання
- Гімнастика
- Хокей
- Міні-футбол
- Сноубординг
- Біатлон на снігоступах
- Снігоступи
- Швидкісний біг на ковзанах
- Волейбол
- Боротьба

## Учасники
Брали участь в арктичних зимових Іграх загалом спортсмени з дев'яти контингентів. Та ж група команд також учасники попередніх ігор
- Аляска, США
- Гренландія, Данія
- Північна Альберта, Канада
- Північно-західні території, Канада
- Нунавік, Квебек, Канада
- Нунавут, Канада
- Саами, Лапландія (Норвегія, Швеція, Фінляндія, Кольський півострів, Росія)
- Ямало-Ненецький автономний Округ, Росія
- Юкон, Канада

## Міста-господарі Ігор
Приймаючі міста, переважно в Канаді і США.
| Роки | Місто-господар             | Країна     |
| ---- | -------------------------- | ---------- |
| 1970 | Єллоунайф                  | Канада     |
| 1972 | Вайтгорс                   | Канада     |
| 1974 | Анкоридж (Аляска)          | США        |
| 1976 | Шеффервіль                 | Канада     |
| 1978 | Хей Річ / Сосновий Пункт   | Канада     |
| 1980 | Вайтгорс                   | Канада     |
| 1982 | Фербенкс                   | США        |
| 1984 | Єллоунайф                  | Канада     |
| 1986 | Вайтгорс                   | Канада     |
| 1988 | Фербенкс                   | США        |
| 1990 | Єллоунайф                  | Канада     |
| 1992 | Вайтгорс                   | Канада     |
| 1994 | Рабське озеро              | Канада     |
| 1996 | Чуджик / Анкоридж (Аляска) | США        |
| 1998 | Єллоунайф                  | Канада     |
| 2000 | Вайтгорс                   | Канада     |
| 2002 | Нуук                       | Гренландія |
| 2002 | Ікалуїт                    | Канада     |
| 2004 | Вуд Буффало                | Канада     |
| 2006 | Кенай (округ, Аляска)      | США        |
| 2008 | Єллоунайф                  | Канада     |
| 2010 | Гранд-Прері (Альберта)     | Канада     |
| 2012 | Вайтгорс                   | Канада     |
| 2014 | Фербенкс                   | США        |
| 2016 | Нуук                       | [ 3 ]      |
| 2018 | Хей Річ / Форт Сміт        | [ 4 ]      |

## Ходжсон Трофей (Кубок)
Кубок Ходжсона за чесну гру і командний дух присуджують в кінці кожних Ігор. Трофей названо на честь Стюарта Мілтона Ходжсона, колишнього комісара північно-західних територій.
У минулому володарями трофея були:
| Переможець | Рік       |
| ---------- | --------- |
| Аляска     | 1978      |
| Юкон       | 1980-1988 |
| Аляска     | 1990      |
| СЗТ        | 1992      |
| Гренландія | 1994      |
| ПЗТ        | 1996      |
| Юкон       | 1998      |
| Нунавут    | 2000      |
| Гренландія | 2002      |
| Нунавут    | 2004      |
| Аляска     | 2006      |
| Нунавут    | 2008      |
| Аляска     | 2010      |
| Нунавут    | 2012      |
| Гренландія | 2014      |
| Аляска     | 2016      |

## Міжнародний Комітет Арктичних Зимових Ігор
- Джерр Чик Президент
- Венделл Шиффлер, Віце-Президент
- Ллойд Бенц, Секретар
- Ян Легаре Технічний Директор
- Йенс Бринч
- Шарон Кларксон
- Неллі Мерилін
- Джон Родда
- Не Сіан
- Карен Томсон

## Переможці Арктичних зимових ігор
- Генерал-губернатор Канад, Мікаель Жан, представлені Аісе Pirti, а 19-річний Інук з Акулівік  під час церемонії в Рідо-Хол. Айса отримала 30 медалей та п'ять трофеїв під час Інуїтських ігор на регіональних та циркумполярних змаганнях, таких як Зимові ігри Арктики та Літні ігри Східної Арктики.